# Gianni Stecchi
Gianni Stecchi (ur. 3 marca 1958 we Florencji) – włoski lekkoatleta, tyczkarz, ojciec tyczkarza Claudio Stecchiego.
Zdobył złoty medal Igrzysk Śródziemnomorskich w Latakii w 1987. Na Halowych Mistrzostwach Europy w Liévin w 1987 był jedenasty. Zajął dziesiąte miejsce podczas halowych mistrzostw świata (Indianapolis 1987). Na Mistrzostwach Świata w Rzymie w 1987 uplasował się na jedenastej pozycji. Dwukrotnie zdobył tytuł mistrza Włoch na otwartym stadionie (1986, 1987) i jeden raz w hali (1987).
Swój rekord życiowy (5,60 m) ustanowił 30 lipca 1987 w Rzymie.